# Arthur Masuaku
Fuka-Arthur Masuaku Kawela (* 7. listopadu 1993), známý jako Arthur Masuaku, je konžský profesionální fotbalista, který hraje na pozici levého obránce za anglický klub Sunderland AFC. Narodil se ve Francii, ale hraje za národní tým DR Kongo.

## Mládí
Masuaku se narodil v Lille rodičům z DR Kongo. Francouzskou státní příslušnost získal 20. dubna 2006 díky naturalizaci své matky.

## Klubová kariéra

### Valenciennes
Masuaku prošel mládežnickými týmy Valenciennes. V Ligue 1 debutoval v úvodním zápase sezóny 2013/14 dne 10. srpna 2013 proti Toulouse. Po 75 minutách ho vystřídal Tongo Doumbia. 29. ledna 2014 vstřelil Masuaku svůj první soutěžní gól při venkovní porážce 2:1 s Marseille.

### Olympiakos
V červenci 2014 se Masuaku upsal Olympiakosu. Svůj debut v Superlize si odbyl proti Niki Volosu a ve svém třetím ligovém zápase zaznamenal dvě asistence proti OFI Kréta při domácí výhře 3:0. O tři dny později debutoval a skóroval Lize mistrů UEFA proti Atléticu Madrid při domácí výhře 3:2.
V dubnu a květnu 2015 byl hlášen zájem o Masuaka z klubů AS Řím, Inter Milán a Juventus. Jeho agent Roger Henrotay však uvedl, že Masuaku pravděpodobně prodlouží smlouvu. V červenci klub odmítl nabídku ve výši 4 milionů eur od Janova.

### West Ham United
Dne 8. srpna 2016 se Masuaku připojil k West Ham United a podepsal s ním čtyřletou smlouvou za poplatek 6,2 milionu liber. Za West Ham debutoval při venkovní porážce 2:1 s Chelsea dne 15. srpna 2016. Masuaku přiznal, že svou premiéru v Premier League považoval za velmi obtížnou kvůli tempu a fyzičce ligy. Svůj první gól za West Ham vstřelil 19. září proti Boltonu Wanderers v EFL Cupu.
V zápase čtvrtého kola FA Cupu proti Wigan Athletic dne 27. ledna 2018 byl Masuaku vyloučen za to, že po menším střetu plivl na Nicka Powella z Wiganu. Bylo to první vyloučení Masuakuovy kariéry. Masuaku se za vyloučení omluvil s tím, že incident byl „zcela nepřijatelný a nezpůsobilý“. Za přestupek dostal trest na šest zápasů.
V červenci 2019, po 75 odehraných zápasech za West Ham, Masuaku podepsal prodloužení smlouvy s klubem do roku 2024 s opcí na další prodloužení smlouvy o dva roky.
Dne 4. prosince 2021 vstřelil Masuaku vítězný gól při vítězství 3:2 nad vítězem Ligy mistrů UEFA Chelsea. Gól, který padl do sítě brankáře Édouarda Mendyho, byl jeho jediným gólem v Premier League.

### Beşiktaş
Dne 2. srpna 2022 se Masuaku připojil k tureckému klubu Beşiktaş na sezónní hostování s opcí na koupi v roce 2023. Dne 17. dubna 2023 dokončil Masuaku trvalý přestup do Beşiktaşe. Poplatek kluby nezveřejnily, ale podle některých zdrojů se pohyboval kolem 2 milionů liber.
Dne 30. června 2025 Beşiktaş oznámil odchod Masuaka z klubu.

### Sunderland
Dne 10. srpna 2025 podepsal Masuaku dvouletou smlouvu s klubem Sunderland AFC v Premier League.

## Reprezentační kariéra
Poté, co Masuaku reprezentoval Francii na úrovni do 18 a 19 let, přešel v červnu 2017 k reprezentaci DR Kongo. V srpnu 2017 byl poprvé povolán do národního týmu na dva kvalifikační zápasy na Mistrovství světa ve fotbale 2018 proti Tunisku. V březnu 2018 si ještě nepřipsal svůj mezinárodní debut v přátelském utkání s Tanzanií. Debutoval 13. října 2018, kdy jeho tým v kvalifikačním zápase na Africký pohár národů 2019 prohrál se Zimbabwe doma 1:2. Masuaku vstřelil svůj první gól za DR Kongo z přímého kopu 15. června 2019, při remíze 1:1 s Keňou.

### Africký pohár národů 2023
Dne 27. prosince 2023 byl Masuaku zařazen do 24členného týmu pro Africký pohár národů 2023. Nastoupil k prvnímu zápasu své země na turnaji, 17. ledna 2024 při remíze se Zambií 1:1. Ve čtvrtfinále 2. února 2024 byl jedním ze střelců svého týmu při výhře 3:1 nad Guineou, což znamenalo, že se DR Kongo dostala do semifinále turnaje poprvé od roku 2015.

## Osobní život
Masuaku je praktikující muslim. V červnu 2025 podnikl pouť do Mekky.

## Statistiky

### Klubové
Platí k zápasu hranému 1. června 2025.
| Klub                 | Sezóna            | Liga              | Liga   | Liga | Národní pohár | Národní pohár | Ligový pohár | Ligový pohár | Kontinentální | Kontinentální | Ostatní | Ostatní | Celkově | Celkově |
| Klub                 | Sezóna            | Soutěž            | Zápasy | Góly | Zápasy        | Góly          | Zápasy       | Góly         | Zápasy        | Góly          | Zápasy  | Góly    | Zápasy  | Góly    |
| -------------------- | ----------------- | ----------------- | ------ | ---- | ------------- | ------------- | ------------ | ------------ | ------------- | ------------- | ------- | ------- | ------- | ------- |
| Valenciennes         | 2012/13           | Ligue 1           | 0      | 0    | 1             | 0             | 0            | 0            | —             | —             | —       | —       | 1       | 0       |
| Valenciennes         | 2013/14           | Ligue 1           | 27     | 1    | 0             | 0             | 1            | 0            | —             | —             | —       | —       | 28      | 1       |
| Valenciennes         | Celkově           | Celkově           | 27     | 1    | 1             | 0             | 1            | 0            | —             | —             | —       | —       | 29      | 1       |
| Olympiakos           | 2014/15           | Řecká Superliga   | 27     | 0    | 5             | 0             | —            | —            | 8             | 1             | —       | —       | 40      | 1       |
| Olympiakos           | 2015/16           | Řecká Superliga   | 24     | 1    | 2             | 0             | —            | —            | 7             | 0             | —       | —       | 33      | 1       |
| Olympiakos           | 2016/17           | Řecká Superliga   | 0      | 0    | 0             | 0             | —            | —            | 1             | 0             | —       | —       | 1       | 0       |
| Olympiakos           | Celkově           | Celkově           | 51     | 1    | 7             | 0             | 0            | 0            | 16            | 1             | —       | —       | 74      | 2       |
| West Ham United      | 2016/17           | Premier League    | 13     | 0    | 0             | 0             | 2            | 0            | 0             | 0             | —       | —       | 15      | 0       |
| West Ham United      | 2017/18           | Premier League    | 27     | 0    | 3             | 0             | 3            | 1            | —             | —             | —       | —       | 33      | 1       |
| West Ham United      | 2018/19           | Premier League    | 23     | 0    | 2             | 0             | 2            | 0            | —             | —             | —       | —       | 27      | 0       |
| West Ham United      | 2019/20           | Premier League    | 17     | 0    | 1             | 0             | 1            | 0            | —             | —             | —       | —       | 19      | 0       |
| West Ham United      | 2020/21           | Premier League    | 12     | 0    | 0             | 0             | 1            | 0            | —             | —             | —       | —       | 13      | 0       |
| West Ham United      | 2021/22           | Premier League    | 13     | 1    | 1             | 0             | 3            | 0            | 4             | 0             | —       | —       | 21      | 1       |
| West Ham United      | Celkově           | Celkově           | 105    | 1    | 7             | 0             | 12           | 1            | 4             | 0             | —       | —       | 128     | 2       |
| Beşiktaş (hostování) | 2022/23           | Süper Lig         | 31     | 2    | 1             | 0             | —            | —            | —             | —             | —       | —       | 32      | 2       |
| Beşiktaş             | 2023/24           | Süper Lig         | 18     | 0    | 4             | 0             | —            | —            | 7             | 0             | —       | —       | 29      | 0       |
| Beşiktaş             | 2024/25           | Süper Lig         | 33     | 0    | 4             | 0             | —            | —            | 9             | 1             | 1       | 0       | 47      | 1       |
| Beşiktaş             | Celkově           | Celkově           | 82     | 2    | 9             | 0             | —            | —            | 16            | 1             | 1       | 0       | 108     | 3       |
| Sunderland           | 2025/26           | Premier League    | 0      | 0    | 0             | 0             | 0            | 0            | —             | —             | —       | —       | 0       | 0       |
| Celkově v kariéře    | Celkově v kariéře | Celkově v kariéře | 265    | 5    | 24            | 0             | 13           | 1            | 36            | 2             | 1       | 0       | 339     | 8       |

### Reprezentační
Platí k zápasu hranému 5. června 2025.
| Národní tým | Rok     | Zápasy | Góly |
| ----------- | ------- | ------ | ---- |
| DR Kongo    | 2018    | 1      | 0    |
| DR Kongo    | 2019    | 7      | 1    |
| DR Kongo    | 2021    | 2      | 0    |
| DR Kongo    | 2022    | 2      | 0    |
| DR Kongo    | 2023    | 6      | 1    |
| DR Kongo    | 2024    | 13     | 1    |
| DR Kongo    | 2025    | 4      | 0    |
| Celkově     | Celkově | 31     | 3    |

#### Reprezentačbí góly
Skóre a výsledky DR Konga jsou vždy zapsány jako první. Góly Arthura Masuaka jsou zvýrazněny.
| Gól | Datum           | Místo                                                 | Soupeř     | Skóre | Výsledek | Soutěž                                   |
| --- | --------------- | ----------------------------------------------------- | ---------- | ----- | -------- | ---------------------------------------- |
| 1.  | 15. června 2019 | Centro Deportivo Santa Ana, Madrid, Španělsko         | Keňa       | 1:1   | 1:1      | Přátelský zápas                          |
| 2.  | 24. března 2023 | Japoma Stadium, Douala, Kamerun                       | Mauritánie | 3:1   | 3:1      | Kvalifikace na Africký pohár národů 2023 |
| 3.  | 2. února 2024   | Alassane Ouattara Stadium, Abidžan, Pobřeží slonoviny | Guinea     | 3:1   | 3:1      | Africký pohár národů 2023                |

## Úspěchy
Olympiakos
- Řecká Superliga: 2014/15, 2015/16
- Řecký pohár: 2014/15

Beşiktaş
- Turecký pohár: 2023/24
- Turecký Superpohár: 2024

Individuální
- Tým sezóny Řecké Superligy: 2014/15, 2015/16